# 2017 في الصومال
فيما يلي قوائم الأحداث التي وقعت خلال عام 2017 في الصومال.

## أحداث
- 8 فبراير – الانتخابات الرئاسية الصومالية 2017
- 14 أكتوبر – تفجير مقديشو أكتوبر 2017

## سياسة

### تعيين في المنصب
- 8 فبراير – محمد عبد الله محمد رئيس الصومال.
- 1 مارس – حسن علي خيري قائمة رؤساء وزراء الصومال.

### انتهاء فترة المنصب
- 16 فبراير – حسن شيخ محمود رئيس الصومال.

## فبراير
- 8 فبراير - محمود موسى حرسي سياسي شغل منصب رئيس ولاية بونتلاند في الفترة ما بين 8 يناير 2005 و8 يناير 2009

### مايو
- 3 مايو – عباس عبد الله سراج (مواليد 1985) وزير الأشغال العامة والإسكان في الصومال، وأصغر من تقلدَ منصب وزير في الصومال.